# Creu del Coll d'Albarca
La Creu del Coll d'Albarca és una creu de terme del municipi de Cornudella de Montsant (Priorat), situada al Coll d'Albarca.
Fou pagada per la família de mas d'en Lluc per celebrar la nova centúria (1800).